# Route nationale 42 (Madagaskar)
Route nationale 42 (RN 42) is een nationale weg in Madagaskar van  kilometer. De weg loopt van Fianarantsoa naar Isorana, nabij Ikalamavony. De weg ligt volledig in de regio Haute Matsiatra.
De weg wordt een Route nationale temporaire (tijdelijke nationale weg) genoemd, omdat de weg zeer moeilijk is te begaan tijdens het regenseizoen. De eerste 37 kilometer waren al geplaveid in de jaren 60, maar hiervan is weinig van overgebleven door gebrek aan reparaties.